# ゴードン・ウィリアム・プランゲ
ゴードン・ウィリアム・プランゲ（Gordon William Prange, 1910年7月16日 – 1980年5月15日）は、アメリカ合衆国の歴史学者。第二次世界大戦を基にした著作を出版した。1937年から1980年までメリーランド大学カレッジパーク校の歴史学の教職を務めたが、1942年から1951年間での9年間は海外で軍務に就いた。太平洋戦争後は占領下の日本に滞在し、連合国総司令官であるダグラス・マッカーサーの下で戦史室長の任にあたった 。この時、多くの日本の軍人や民間人に面会して取材を行った。それらは後に出版され、＜At Dawn We Slept＞と＜Miracle at Midway＞等、ニューヨーク・タイムズのベストセラーになったものもある。　　

## 生涯
アイオワ州ポメロイ生まれ。アイオワ大学で学び、1937年に博士号を取得した。同年メリーランド大学カレッジパーク校の教授として教え始めた。1942年、大学から海軍の士官として働くために休暇を与えられた。1945年、日本に駐留軍の一員として赴任。海軍の任務を完了後は1946年から1951年までダグラス・マッカーサーの100人いる歴史スタッフのチーフになり民間人として滞在を続けた。

1949年、連合軍が日本のメディアの検閲を止めた時、プランゲは検閲した資料をメリーランド大学カレッジパーク校へ運んだ。1950年に資料は大学に到着した。1978年9月15日、このコレクションは「ゴードン・W・プランゲ・コレクション」（プランゲ文庫）と名づけられた。このコレクションは、占領下における日本の出版を現代に伝える貴重な資料となっている。
死去の数ヶ月前までメリーランド大学で講義を続けた。主要な著作として「太平洋戦争のトラ!トラ!トラ!」が知られる。メリーランド大学の紀要であるTerrapinによると彼の1964年の第一次世界大戦と第二次世界大戦の歴史の講義にこう述べられている。: "Students flock to his class and sit enraptured as he animates the pages of twentieth century European history through his goosesteps, 'Sieg Heils', 'Achtungs', machine gun retorts and frantic gestures".
アイオワ州ポメロイのプランゲ公園は、ゴードン・プランゲにちなんで名付けられたものである。